# إيفو غولدستاين
إيفو غولدستاين (بالكرواتية: Ivo Goldstein)‏ هو مؤرخ ودبلوماسي وكاتب كرواتي، ولد في 16 مارس 1958 في زغرب في كرواتيا.